# Mistrovství Evropy ve fotbale hráčů do 21 let 2015 – soupisky
Soupisky na Mistrovství Evropy ve fotbale hráčů do 21 let 2015, které se hrálo v Česku.
| Zlato              | Stříbro                | Bronz             | Bronz              |
| ------------------ | ---------------------- | ----------------- | ------------------ |
| Švédsko • Soupiska | Portugalsko • Soupiska | Dánsko • Soupiska | Německo • Soupiska |

## Skupina A

### Česko
Hlavní trenér:  Jakub Dovalil
| Jméno           | Datum narození | Datum úmrtí | Klub                |
| Brankáři        | Brankáři       | Brankáři    | Brankáři            |
| --------------- | -------------- | ----------- | ------------------- |
| Tomáš Koubek    | 26.8.1992      |             | FC Hradec Králové   |
| Jiří Pavlenka   | 14.4.1992      |             | FC Baník Ostrava    |
| Michal Reichl   | 14.9.1992      |             | SK Sigma Olomouc    |
| Obránci         |                |             |                     |
| Pavel Kadeřábek | 25.4.1992      |             | TSG 1899 Hoffenheim |
| Jakub Brabec -  | 6.8.1992       |             | AC Sparta Praha     |
| Jan Baránek     | 26.6.1993      |             | FC Viktoria Plzeň   |
| Matěj Hybš      | 3.1.1993       |             | FC Vysočina Jihlava |
| Jakub Jugas     | 5.5.1992       |             | FC Zbrojovka Brno   |
| Matěj Hanousek  | 2.6.1993       |             | FK Dukla Praha      |
| Tomáš Kalas     | 15.5.1993      |             | Middlesbrough FC    |
| Záložníci       |                |             |                     |
| Adam Jánoš      | 20.7.1992      |             | FC Vysočina Jihlava |
| Ondřej Petrák   | 11.3.1992      |             | 1. FC Norimberk     |
| David Houska    | 29.6.1993      |             | SK Sigma Olomouc    |
| Jaromír Zmrhal  | 2.8.1993       |             | SK Slavia Praha     |
| Jan Kliment     | 1.9.1993       |             | FC Vysočina Jihlava |
| Jiří Skalák     | 12.3.1992      |             | FK Mladá Boleslav   |
| Martin Frýdek   | 24.3.1992      |             | FC Slovan Liberec   |
| Michal Trávník  | 17.5.1994      |             | 1. FC Slovácko      |
| Ladislav Krejčí | 5.7.1992       |             | AC Sparta Praha     |
| Laco Takács     | 15.7.1996      |             | FK Teplice          |
| Tomáš Přikryl   | 4.7.1992       |             | FK Dukla Praha      |
| Lukáš Masopust  | 12.2.1993      |             | FK Jablonec         |
| Útočníci        |                |             |                     |
| Václav Kadlec   | 20.5.1992      |             | AC Sparta Praha     |

### Dánsko
Hlavní trenér:  Jess Thorup
| Jméno                   | Datum narození | Datum úmrtí | Klub                   |
| Brankáři                | Brankáři       | Brankáři    | Brankáři               |
| ----------------------- | -------------- | ----------- | ---------------------- |
| Jakob Busk              | 12.9.1993      |             | Sandefjord Fotball     |
| Frederik Rønnow         | 4.8.1992       |             | AC Horsens             |
| David Raagaard Jensen   | 25.3.1992      |             | FC Nordsjælland        |
| Obránci                 |                |             |                        |
| Alexander Scholz        | 24.10.1992     |             | Standard Lutych        |
| Frederik Sørensen       | 14.4.1992      |             | Hellas Verona FC       |
| Jannik Vestergaard -    | 3.8.1992       |             | Werder Brémy           |
| Jonas Knudsen           | 16.9.1992      |             | Esbjerg fB             |
| Andreas Christensen     | 10.4.1996      |             | Chelsea FC             |
| Patrick Banggaard       | 4.4.1994       |             | FC Midtjylland         |
| Riza Durmisi            | 8.1.1994       |             | Brøndby IF             |
| Christoffer Remmer      | 16.1.1993      |             | FC Kodaň               |
| Záložníci               |                |             |                        |
| Lasse Vigen Christensen | 15.8.1994      |             | Fulham FC              |
| Pierre-Emile Højbjerg   | 5.8.1995       |             | FC Augsburg            |
| Nicolaj Thomsen         | 8.5.1993       |             | Aalborg Boldspilklub   |
| Christian Nørgaard      | 10.3.1994      |             | Brøndby IF             |
| Rasmus Falk Jensen      | 15.1.1992      |             | Odense BK              |
| Jens Jønsson            | 10.1.1993      |             | Aarhus GF              |
| Pione Sisto             | 4.2.1995       |             | FC Midtjylland         |
| Útočníci                |                |             |                        |
| Viktor Fischer          | 9.6.1994       |             | AFC Ajax               |
| Yussuf Poulsen          | 15.6.1994      |             | RB Leipzig             |
| Uffe Bech               | 13.1.1993      |             | FC Nordsjælland        |
| Nicolai Brock-Madsen    | 9.1.1993       |             | Randers FC             |
| Emil Berggreen          | 10.5.1993      |             | Eintracht Braunschweig |

### Německo
Hlavní trenér:  Horst Hrubesch
| Jméno                 | Datum narození | Datum úmrtí | Klub                     |
| Brankáři              | Brankáři       | Brankáři    | Brankáři                 |
| --------------------- | -------------- | ----------- | ------------------------ |
| Bernd Leno            | 4.3.1992       |             | Bayer 04 Leverkusen      |
| Marc-André ter Stegen | 30.4.1992      |             | FC Barcelona             |
| Timo Horn             | 12.5.1993      |             | 1. FC Köln               |
| Obránci               |                |             |                          |
| Julian Korb           | 21.3.1992      |             | Borussia Mönchengladbach |
| Christian Günter      | 28.2.1993      |             | SC Freiburg              |
| Matthias Ginter       | 19.1.1994      |             | Borussia Dortmund        |
| Nico Schulz           | 1.4.1993       |             | Hertha BSC               |
| Robin Knoche          | 22.5.1992      |             | VfL Wolfsburg            |
| Dominique Heintz      | 15.8.1993      |             | 1. FC Kaiserslautern     |
| Záložníci             |                |             |                          |
| Johannes Geis         | 17.8.1993      |             | 1. FSV Mainz 05          |
| Leonardo Bittencourt  | 19.12.1993     |             | Hannover 96              |
| Yunus Mallı           | 24.2.1992      |             | 1. FSV Mainz 05          |
| Moritz Leitner        | 8.12.1992      |             | VfB Stuttgart            |
| Emre Can              | 12.1.1994      |             | Liverpool FC             |
| Kerem Demirbay        | 3.7.1993       |             | 1. FC Kaiserslautern     |
| Joshua Kimmich        | 8.2.1995       |             | RB Leipzig               |
| Maximilian Arnold     | 27.5.1994      |             | VfL Wolfsburg            |
| Amin Younes           | 6.8.1993       |             | 1. FC Kaiserslautern     |
| Max Meyer             | 18.9.1995      |             | FC Schalke 04            |
| Felix Klaus           | 13.9.1992      |             | SC Freiburg              |
| Útočníci              |                |             |                          |
| Kevin Volland -       | 30.7.1992      |             | TSG 1899 Hoffenheim      |
| Philipp Hofmann       | 30.3.1993      |             | 1. FC Kaiserslautern     |
| Serge Gnabry          | 14.7.1995      |             | Arsenal FC               |

### Srbsko
Hlavní trenér:  Mladen Dodić
| Jméno                | Datum narození | Datum úmrtí | Klub                  |
| Brankáři             | Brankáři       | Brankáři    | Brankáři              |
| -------------------- | -------------- | ----------- | --------------------- |
| Marko Dmitrović      | 24.1.1992      |             | Charlton Athletic FC  |
| Nikola Perić         | 4.2.1992       |             | FK Jagodina           |
| Nemanja Stevanović   | 5.5.1992       |             | FK Čukarički          |
| Obránci              |                |             |                       |
| Marko Petković       | 3.9.1992       |             | FK Crvena zvezda      |
| Uroš Ćosić           | 24.10.1992     |             | Delfino Pescara 1936  |
| Aleksandar Pantić    | 11.4.1992      |             | Córdoba CF            |
| Nemanja Petrović     | 17.4.1992      |             | FK Partizan           |
| Uroš Spajić          | 13.2.1993      |             | Toulouse FC           |
| Aleksandar Filipović | 20.12.1994     |             | FK Jagodina           |
| Lazar Ćirković       | 22.8.1992      |             | FK Partizan           |
| Filip Stojković      | 22.1.1992      |             | FK Čukarički          |
| Záložníci            |                |             |                       |
| Aleksandar Kovačević | 9.1.1992       |             | FK Crvena zvezda      |
| Srđan Mijailović     | 10.11.1993     |             | Kayserispor           |
| Goran Čaušić -       | 5.5.1992       |             | Eskişehirspor         |
| Mirko Ivanić         | 13.9.1993      |             | FK Vojvodina Novi Sad |
| Filip Đuričić        | 30.1.1992      |             | Southampton FC        |
| Darko Brašanac       | 12.2.1992      |             | FK Partizan           |
| Miloš Jojić          | 19.3.1992      |             | Borussia Dortmund     |
| Útočníci             |                |             |                       |
| Aleksandar Pešić     | 21.5.1992      |             | Toulouse FC           |
| Aleksandar Čavrić    | 18.5.1994      |             | KRC Genk              |
| Luka Milunović       | 21.12.1992     |             | PAE Platanias Chanion |
| Nikola Stojiljković  | 17.8.1992      |             | FK Čukarički          |
| Slavoljub Srnić      | 12.1.1992      |             | FK Čukarički          |

## Skupina B

### Anglie
Hlavní trenér:  Gareth Southgate
| Jméno               | Datum narození | Datum úmrtí | Klub                       |
| Brankáři            | Brankáři       | Brankáři    | Brankáři                   |
| ------------------- | -------------- | ----------- | -------------------------- |
| Jack Butland -      | 10.3.1993      |             | Stoke City FC              |
| Jonathan Bond       | 19.5.1993      |             | Watford FC                 |
| Marcus Bettinelli   | 24.5.1992      |             | Fulham FC                  |
| Obránci             |                |             |                            |
| Carl Jenkinson      | 8.2.1992       |             | Arsenal FC                 |
| Luke Garbutt        | 21.5.1993      |             | Everton FC                 |
| John Stones         | 28.5.1994      |             | Everton FC                 |
| Ben Gibson          | 15.1.1993      |             | Middlesbrough FC           |
| Michael Keane       | 11.1.1993      |             | Burnley FC                 |
| Liam Moore          | 31.1.1993      |             | Leicester City FC          |
| Calum Chambers      | 20.1.1995      |             | Arsenal FC                 |
| Matt Targett        | 18.9.1995      |             | Southampton FC             |
| Záložníci           |                |             |                            |
| Jake Forster-Caskey | 25.4.1994      |             | Brighton & Hove Albion FC  |
| Alex Pritchard      | 3.5.1993       |             | Tottenham Hotspur FC       |
| James Ward-Prowse   | 1.11.1994      |             | Southampton FC             |
| Tom Carroll         | 28.5.1992      |             | Tottenham Hotspur FC       |
| Nathan Redmond      | 6.3.1994       |             | Norwich City FC            |
| Nathaniel Chalobah  | 12.12.1994     |             | Chelsea FC                 |
| Jesse Lingard       | 15.12.1992     |             | Manchester United FC       |
| Will Hughes         | 17.4.1995      |             | Derby County FC            |
| Ruben Loftus-Cheek  | 23.1.1996      |             | Chelsea FC                 |
| Útočníci            |                |             |                            |
| Harry Kane          | 28.7.1993      |             | Tottenham Hotspur FC       |
| Danny Ings          | 23.7.1992      |             | Burnley FC                 |
| Benik Afobe         | 12.2.1993      |             | Wolverhampton Wanderers FC |

### Itálie
Hlavní trenér:  Luigi Di Biagio
| Jméno                 | Datum narození | Datum úmrtí | Klub             |
| Brankáři              | Brankáři       | Brankáři    | Brankáři         |
| --------------------- | -------------- | ----------- | ---------------- |
| Francesco Bardi       | 18.1.1992      |             | FC Inter Milán   |
| Marco Sportiello      | 10.5.1992      |             | Atalanta BC      |
| Nicola Leali          | 17.2.1993      |             | Juventus FC      |
| Obránci               |                |             |                  |
| Stefano Sabelli       | 13.1.1993      |             | SSC Bari         |
| Cristiano Biraghi     | 1.9.1992       |             | FC Inter Milán   |
| Daniele Rugani        | 29.7.1994      |             | Empoli FC        |
| Alessio Romagnoli     | 12.1.1995      |             | AS Řím           |
| Federico Barba        | 1.9.1993       |             | Empoli FC        |
| Matteo Bianchetti -   | 17.3.1993      |             | Hellas Verona FC |
| Armando Izzo          | 2.3.1992       |             | Janov CFC        |
| Davide Zappacosta     | 23.6.1992      |             | Atalanta BC      |
| Záložníci             |                |             |                  |
| Lorenzo Crisetig      | 20.1.1993      |             | FC Inter Milán   |
| Federico Viviani      | 24.3.1992      |             | AS Řím           |
| Stefano Sturaro       | 9.3.1993       |             | Juventus FC      |
| Marco Benassi         | 8.9.1994       |             | Turín FC         |
| Daniele Baselli       | 12.3.1992      |             | Atalanta BC      |
| Cristian Battocchio   | 10.2.1992      |             | Virtus Entella   |
| Danilo Cataldi        | 6.8.1994       |             | SS Lazio         |
| Útočníci              |                |             |                  |
| Andrea Belotti        | 20.12.1993     |             | Palermo SSD      |
| Domenico Berardi      | 1.8.1994       |             | Juventus FC      |
| Federico Bernardeschi | 16.2.1994      |             | ACF Fiorentina   |
| Marcello Trotta       | 29.9.1992      |             | US Avellino 1912 |
| Simone Verdi          | 12.7.1992      |             | Empoli FC        |

### Portugalsko
Hlavní trenér:  Rui Jorge
| Jméno                  | Datum narození | Datum úmrtí | Klub            |
| Brankáři               | Brankáři       | Brankáři    | Brankáři        |
| ---------------------- | -------------- | ----------- | --------------- |
| José Sá                | 17.1.1993      |             | CS Marítimo     |
| Daniel Heuer Fernandes | 13.11.1992     |             | VfL Osnabrück   |
| Bruno Varela           | 4.11.1994      |             | Benfica Lisabon |
| Obránci                |                |             |                 |
| Ricardo Esgaio         | 16.5.1993      |             | Sporting CP     |
| Tiago Ilori            | 26.2.1993      |             | Liverpool FC    |
| Paulo Oliveira         | 8.1.1992       |             | Sporting CP     |
| Raphaël Guerreiro      | 22.12.1993     |             | FC Lorient      |
| João Cancelo           | 27.5.1994      |             | Valencia CF     |
| Tobias Figueiredo      | 2.2.1994       |             | Sporting CP     |
| Frederico Venâncio     | 4.2.1993       |             | Vitória FC      |
| Záložníci              |                |             |                 |
| William Carvalho       | 7.4.1992       |             | Sporting CP     |
| Rafa Silva             | 17.5.1993      |             | SC Braga        |
| Sérgio Oliveira -      | 2.6.1992       |             | FC Porto        |
| Bernardo Silva         | 10.8.1994      |             | AS Monaco FC    |
| Rúben Neves            | 13.3.1997      |             | FC Porto        |
| Tozé                   | 14.1.1993      |             | FC Porto        |
| João Mário             | 19.1.1993      |             | Sporting CP     |
| Útočníci               |                |             |                 |
| Gonçalo Paciência      | 1.8.1994       |             | FC Porto        |
| Iuri Medeiros          | 10.7.1994      |             | Sporting CP     |
| Carlos Mané            | 11.3.1994      |             | Sporting CP     |
| Ivan Cavaleiro         | 18.10.1993     |             | Benfica Lisabon |
| Ricardo Horta          | 15.9.1994      |             | Málaga CF       |
| Ricardo Pereira        | 6.10.1993      |             | FC Porto        |

### Švédsko
Hlavní trenér:  Håkan Ericson
| Jméno               | Datum narození | Datum úmrtí | Klub                     |
| Brankáři            | Brankáři       | Brankáři    | Brankáři                 |
| ------------------- | -------------- | ----------- | ------------------------ |
| Patrik Carlgren     | 8.1.1992       |             | AIK Stockholm            |
| Jacob Rinne         | 20.6.1993      |             | Örebro SK                |
| Andreas Linde       | 24.7.1993      |             | Molde FK                 |
| Obránci             |                |             |                          |
| Victor Lindelöf     | 17.7.1994      |             | Benfica Lisabon          |
| Alexander Milošević | 30.1.1992      |             | Beşiktaş JK              |
| Filip Helander      | 22.4.1993      |             | Malmö FF                 |
| Ludwig Augustinsson | 21.4.1994      |             | FC Kodaň                 |
| Joseph Baffo        | 7.11.1992      |             | Halmstads BK             |
| Sebastian Holmén    | 29.4.1992      |             | IF Elfsborg              |
| Pa Konate           | 25.4.1994      |             | Malmö FF                 |
| Záložníci           |                |             |                          |
| Oscar Lewicki       | 14.7.1992      |             | Malmö FF                 |
| Oscar Hiljemark -   | 28.6.1992      |             | PSV Eindhoven            |
| Abdul Khalili       | 7.6.1992       |             | Mersin İdmanyurdu SK     |
| Arber Zeneli        | 25.2.1995      |             | IF Elfsborg              |
| Kristoffer Olsson   | 30.6.1995      |             | FC Midtjylland           |
| Simon Tibbling      | 7.9.1994       |             | FC Groningen             |
| Sam Larsson         | 10.4.1993      |             | SC Heerenveen            |
| Robin Quaison       | 9.10.1993      |             | Palermo SSD              |
| Simon Gustafson     | 11.1.1995      |             | BK Häcken                |
| Útočníci            |                |             |                          |
| Branimir Hrgota     | 12.1.1993      |             | Borussia Mönchengladbach |
| John Guidetti       | 15.4.1992      |             | Celtic FC                |
| Isaac Kiese Thelin  | 24.6.1992      |             | FC Girondins de Bordeaux |
| Mikael Ishak        | 31.3.1993      |             | Randers FC               |